# Copris interioris
Copris interioris là một loài bọ cánh cứng trong họ Bọ hung (Scarabaeidae).